# 帕萨任
帕萨任是巴西帕拉伊巴州的一个市镇。总面积111.875平方公里，总人口2216人，人口密度19.8人/平方公里。